# Tane maku hito
Tanemakuhito (japanisch 種蒔く人, der Sämann) war eine Zeitschrift, die 1921 von Komaki Ōmi zusammen mit Imano Kenzō (今野賢三) und Kaneko Yōbun herausgegeben wurde.

## Übersicht
Tanemakuhito ist eine sozialistische Zeitschrift, die beeinflusst von der französischen Clarté-Bewegung entstand und den Beginn der proletarischen Literatur in Japan kennzeichnet. Die ersten 3 Ausgaben erschienen in Tsuchizaki Minato, die folgenden in Tōkyō und unter Mitarbeit von Aono Suekichi (青野 季吉) und Hirabayashi Hatsunosuke (平林 初之輔).
Ähnlich der Clarté Bewegung setzten sich die Autoren der Tanemakuhito unter dem Slogan Kōdō to hihan (行動と批判, etwa „Aktion und Kritik“) für die Unterstützung der russischen Revolution, Antimilitarismus und Internationalismus ein. Bedingt durch das Erdbeben 1923 wurde die Publikation der Zeitschrift unterbrochen. Eine Sonderausgabe (mit dem Titel Tanekami Zakki, 種蒔き雑記) protestierte gegen die fremdenfeindlichen Ausschreitungen (Kameido-Vorfall, 亀戸事件), die sich unmittelbar nach dem Erdbeben ereigneten.
Inhaltlich wurde die Arbeit der Tanemakuhito durch die Zeitschrift Bungei sensen (文芸戦線) fortgesetzt.

## Weblink
- Grundinformationen (japanisch)